# Альваро Агуадо
Альваро Агуадо (ісп. Álvaro Aguado, нар. 1 травня 1996, Хаен) — іспанський футболіст, півзахисник клубу «Еспаньйол».

## Ігрова кар'єра
Народився 1 травня 1996 року в місті Хаен. Вихованець юнацьких команд міссцевих клубів «Маристас де Хаен» та «Реал Хаен». Згодом перебував в системах підготовки футболістів клубів «Вільярреал» та «Леванте».
У дорослому футболі дебютував 2015 року виступами за команду «Онтіньєнт», в якій провів один сезон, після чого повернувся до «Реал Хаен» вже в статусі гравця основної команди.
Згодом протягом 2017–2019 років грав за «Кордову», після чого уклав контракт з клубом «Реал Вальядолід». У новому клубі не зумів пробитися до основного складу і наступного року був відданий в оренду спочатку до «Нумансії», а згодом до «Фуенлабради».